# Peruaanse zonnekolibrie
De Peruaanse zonnekolibrie (Heliangelus regalis) is een vogel uit de familie Trochilidae (kolibries). De vogel werd in 1979 door drie Amerikaanse vogelkundigen geldig beschreven. Het is een bedreigde, endemische vogelsoort in het noorden van Peru.

## Kenmerken
De vogel is 11 tot 12 cm lang. Het is een opvallend gekleurde kolibrie met een groot kleurverschil tussen mannetje en vrouwtje. Het mannetje is geheel diepblauw gekleurd met blauw glanzende kruin en een diep gevorkte staart. Het vrouwtje is donkergroen van boven en licht kaneelkleurig van onder met een roomkleurige borstband en daarboven en eronder groene stippels. Haar staart is minder diep gevorkt en donkerblauw.

## Verspreiding en leefgebied
Deze soort is endemisch in het noorden van Peru en telt twee ondersoorten:
- H. r. johnsoni: Cordillera Azul (Loreto)
- H. r. regalis: Cajamarca en San Martín

Het leefgebied is droog bos en struikgewas waarin regelmatig (natuurlijke) bosbranden plaatsvinden op 1450 tot 2200 m boven zeeniveau in de Andes.

## Status
De Peruaanse zonnekolibrie heeft een beperkt verspreidingsgebied en daardoor is de kans op uitsterven aanwezig. De grootte van de populatie werd in 2016 door BirdLife International geschat op 2,5 tot 10 duizend volwassen individuen en de populatie-aantallen nemen af door habitatverlies. Het leefgebied wordt aangetast door mijnbouwactiviteiten en de aanleg van wegen. Om deze redenen staat deze soort als gevoelig op de Rode Lijst van de IUCN.